# Stepanivka, Burîn
Stepanivka (în ucraineană Степанівка) este localitatea de reședință a comunei Stepanivka din raionul Burîn, regiunea Sumî, Ucraina.

## Demografie
Componența lingvistică a localității Stepanivka
     Ucraineană (98,45%)
     Rusă (1,4%)
Conform recensământului din 2001, majoritatea populației localității Stepanivka era vorbitoare de ucraineană (98,45%), existând în minoritate și vorbitori de rusă (1,4%).